# 靳光先
靳光先（？—？），山西汾州府汾陽縣軍籍。

## 生平
天啓四年（1624年）甲子科山西乡试举人，天啓五年（1625年）联捷乙丑科進士，授河南临颍县知县，崇祯三年，河南廵按吴甡疏奏白莲金禅之教煽惑村愚，勾结亡命，挟妖书，称王号，焚刼村民，纵横闾左，跨州连邑，布满三四百里之内，谣言紫微星失道，谋举大事，临颖知县靳光先以缉获王进孝报，宜纪录以待优擢。擢吏部主事，历吏部考功司郎中，官至礼部郎中。
县有天官坊，崇祯九年为吏部考功清吏司郎中靳光先立，在三贤坊。
墓在县南三十里靳家庄。